# Epideira philipineri
Epideira philipineri é uma espécie de gastrópode do gênero Epideira, pertencente à família Horaiclavidae.